# Танентаунджи
Танента́унджи — горный хребет на западе Таиланда и частично в Мьянме.
Протяжённость хребта составляет около 500 км. Максимальная высота — 2079 м. Хребет сложен преимущественно гранитами, известняками и песчаниками. Разделён глубокими продольными долинами на параллельно вытянутые горные массивы (особенно на западе и юго-западе). На территории хребта произрастают листопадные тропические леса с примесью тика, выше 1200 м — участки жестколистных вечнозелёных лесов. В западных отрогах имеются месторождения цинковых и вольфрамовых руд.